# Калистеника
Калистеника (на гръцки: κάλλος – хубав, красив; σθένος – сила) е съвкупност от двигателни упражнения, използващи основно тежестта на тялото като съпротивление.
За изпълнението им не е необходимо специално фитнес оборудване или помещение, само минимални условия като например лост. Целта е посредством повторения на различни силови упражнения от типа на лицеви опори, набирания, коремни преси в комбинация с разтегателни движения да се постигне телесна сила, мускулен тонус и гъвкавост. В допълнение се подобряват психомоторни умения като баланс, издръжливост и координация. В Австралия в средата на 20 век възниква форма на калистениката включваща съчетание от спортна гимнастика, балет и театър. За разлика от традиционната калистеника австралийската е с хореография и състезателен характер. Калистениката се практикува както индивидуално така и групово, например като част от физическото възпитание на децата в училищата в цял свят. Отделни упражнения са част от изпитите за постъпване във военизираните организации (армия, полиция) по света.

## История
Калистениката възниква с човешкото осъзнаване на необходимостта от развитие и усъвършенстване на тялото. Древните гръцки и египетски воини използвали свободни упражнения, за да подготвят физиката си за битка. Калистениката е спомената като основен тренировъчен компонент на спартанците в докладите на персийски разузнавачи преди битката при Термопилите. Още в 5 век пр. Хр. от калистениката са се възползвали и индийските борци, в чиито тренировъчни методи са били заложени именно упражнения с тежестта на тялото, произлезли от йога. Благодарение на тях те са развивали изключителна сила. Калистениката е била широко използвана от иранските пехливани, както и от източните майстори по бойни изкуства, чиито тренировки са били, и още са съставени почти изцяло от нея. Днес упражненията с телесно тегло, в комбинация с интензивни кардио тренировки, представляват по-голямата част от ежедневието на американските морски пехотинци.

## Предимства
Основното предимство на калистениката е, че упражненията ангажират цялата мускулатура на тялото в синхрон. Тренировката посредством собствената тежест натоварва мускулите в цялото тяло в точната степен за оптимални резултати, за разлика от тренирането на отделни групи мускули с изкуствена тежест. Калистениката използва движения и пози, които са естествени за тялото. Благодарение на това, калистениката е по-благосклонна към ставите и дори спомага за тяхното заздравяване. Най-важното предимство е свободата и достъпността. Калистениката не изисква специална екипировка и оборудване или конкретни атмосферни условия.

## Упражнения
По-често изпълняваните калистенични упражнения включват:
Динамични упражнения
- Лицеви опори
- Коремни преси
- Клекове
- Бърпита
- Набирания
- Кофички
- Хиперекстензии
- Повдигане на краката
- L-sit
- Повдигане на пръсти

Статични упражнения
- Предна и задна везна
- Стойка на ръце
- Планч
- Планк
- Човешки флаг

Комплексни упражнения
- Силово набиране
- Коремно набиране